# Saga Þorsteins Síðu-Hallssonar
La saga Þorsteins Síðu-Hallssonar es una de las sagas de los islandeses. Es una saga sobre la figura del vikingo Þorsteinn Síðu-Hallsson, hijo del caudillo Síðu-Hallur. Þorstein participó en la batalla de Clontarf (1014) al lado del jarl de las Orcadas, Sigurd el Fuerte. El mismo conflicto se relata en la saga de Njál lo que sugiere que ambos relatos pueden derivar de una fuente hoy desaparecida.

## Sinopsis
La saga solo se conserva parcialmente en manuscritos supervivientes, la primera parte se ha perdido. El texto se centra en el protagonista Þorsteinn Síðu-Hallsson viajando al extranjero, confiando su goðorð (jefatura) a su amigo Þórhaddr. Þorsteinn entra al servicio de jarl Sigurðr de las Órcadas y lucha en la batalla de Clontarf. Mientras tanto, en Islandia, Þórhaddr maltrata a su yerno Haukr.
Cuando Þorsteinn regresa a Islandia, Haukr le pide ayuda y Þorsteinn exige que le devuelva su goðorð. Þórhaddr se niega, por lo que Þorsteinn lo expulsa a la fuerza del distrito. Þórhaddr toma represalias calumniando a Þorsteinn, pero luego tiene una serie de sueños inquietantes en los que se da a entender que él y sus hijos serán asesinados por Þorsteinn, pero que Þorsteinn será asesinado más tarde por un simple esclavo. Poco después, Þorsteinn mata personalmente a los tres hijos de Þórhaddr, y aunque también se ha perdido el final de la saga, se puede suponer que posteriormente mata al propio Þórhaddr en un segundo encuentro.
El destino de Þorsteinn se relata en un þáttr separado (una versión breve de una saga) llamado Draumr Þorsteins Síðu-Hallssonar ('El sueño de Þorsteinn Síðu-Hallsson').